# بیشینه واحد انتقال

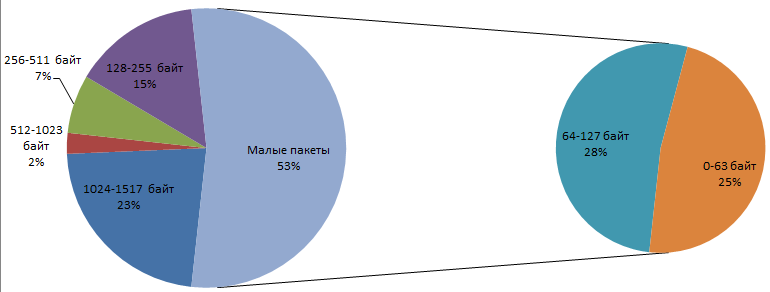
یک نمونه نمودار واحد پول

بیشینه‌ی واحد انتقال یا اِم‌تی‌یو (به انگلیسی: Maximum Transmission Unit (MTU)) عددی است که معمولاً بر حسب بایت بیان می‌شود و بیشینهٔ اندازهٔ قابل انتقال واحدهای اطلاعاتی را در یک رابط مشخص می‌کند. هریک از واسط‌هایی که توسط  TCP/IP  استفاده می‌شوند می‌توانند ام‌تی‌یوی مختص به خود داشته باشند. مقدار ام‌تی‌یو معمولاً درون افزاره‌ران سطح پایین‌تر مشخص می‌شود، اما از روش‌های دیگری می‌توان این مقادیر را زیر پا گذاشت. لایهٔ پیوند وظیفهٔ شناسایی مقدار ام‌تی‌یو را بر عهده دارد و آن را به قراردادهای بالادستی خود گزارش می‌کند. ام‌تی‌یو در لایه‌های بالاتر مانند تی‌سی‌پی برای بهینه‌سازی اندازهٔ بسته‌های ارسالی استفاده می‌شود.
مقادیر ام‌تی‌یو برای هر فناوری فیزیکی مشخص، مقداری ثابت و تعیین‌ شده است که نمی‌توان آن را تغییر داد، آنچه که در تنظیمات برخی وسایل مانند روترها به عنوان ام‌تی‌یو مشخص شده در واقع اندازهٔ بسته‌ها (packet size) را مشخص می‌کند. اگر مقدار ام‌تی‌یو در این ابزارها خیلی کوچک یا بزرگ انتخاب شود، کارایی شبکه را کاهش خواهد داد. هنگامی که ام‌تی‌یو کوچک است بسته‌ها ریز و تعدادشان زیاد خواهد شد که تأثیر نامطلوبی بر عملکرد خواهند گذاشت. از سوی دیگر در ام‌تی‌یوهای بزرگ هم که از مقدار فیزیکی بیشتر باشند، نیاز خواهد شد بسته‌ها هنگام ارسال به بسته‌های کوچکتری تقسیم شوند که این نیز کارایی را کاهش می‌دهد. همچنین اگر مقدار تنظیم‌شدهٔ ام‌تی‌یوی یک روتر با مقدار دستگاه‌های متصل به آن متفاوت باشد می‌تواند تأثیر منفی روی عملکرد داشته باشد.